# Dżask
Dżask (per. جَسک) – miasto w Iranie, w ostanie Hormozgan. W 2006 roku liczyło 11 133 mieszkańców.